# فورت لون‌وورت
فورت لون‌وورت (به انگلیسی: Fort Leavenworth) یک حوزه سرشماری در ایالات متحده آمریکا است که در شهرستان لیون‌ورت، کانزاس واقع شده‌است.